# Tapa (Estonia)

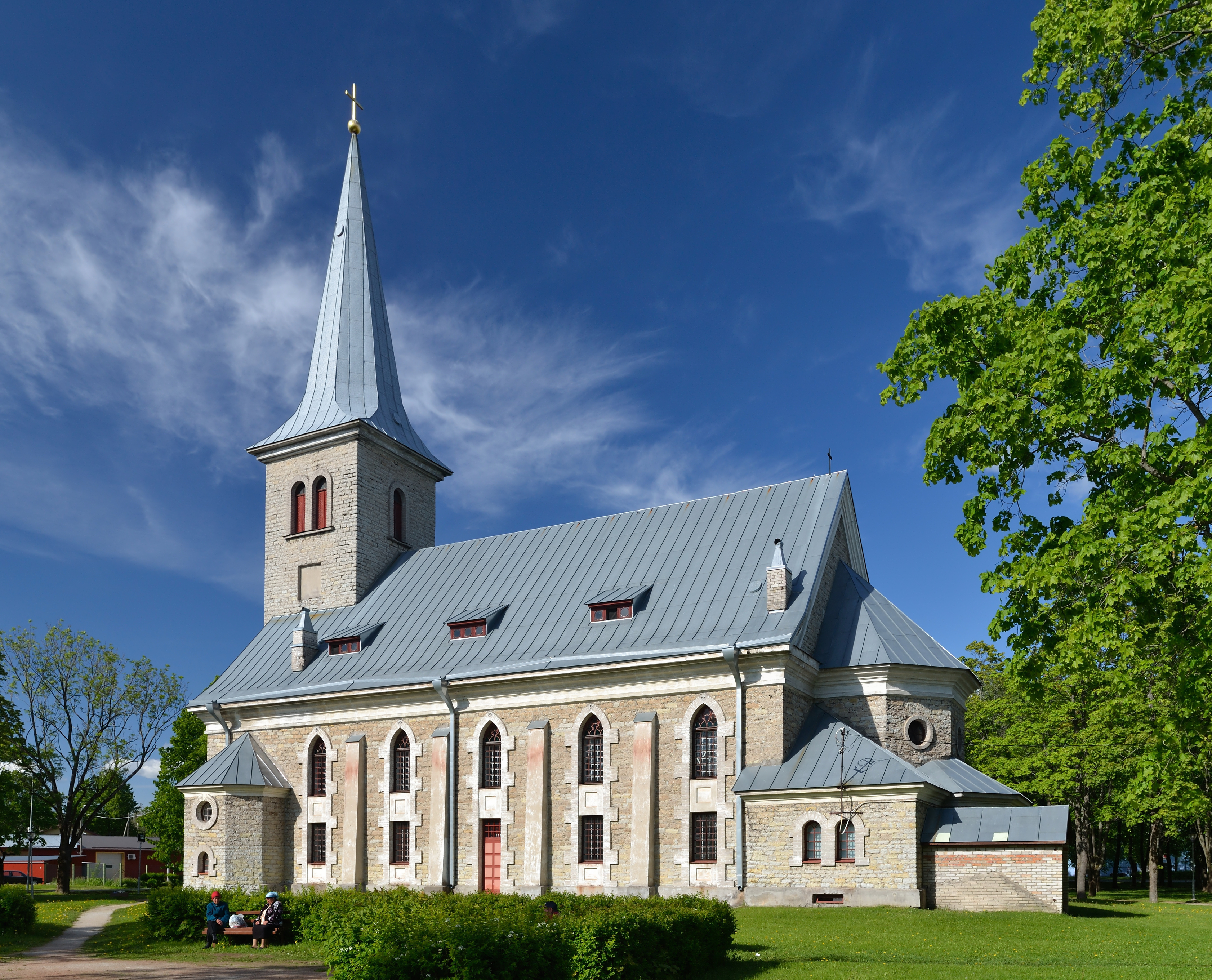

Tapa es una ciudad al norte de Estonia a 80 km del sudeste de Tallin.

## Geografía
Tapa es uno de los nudos de comunicación más importantes de Estonia. Se puede ir a Tallin por tren y la distancia recorrida es de 77 km, a Tartu 112 km y Narva 133 km. 

### Población
- 1922 - 2.398
- 1934 - 3.751
- 1959 - 8.001
- 1970 - 10.037
- 1979 - 10.851
- 1989 - 10.439

## Ciudades hermanadas
- Desde ???? con Trosa/Suecia
- Desde ???? con Toijala/Finlandia
- Desde 1990/1991 con Preetz (Schleswig-Holstein)/Alemania
- Desde ???? con Cumberland (Maryland)/EE. UU.

- Datos: Q650577
- Multimedia: Tapa / Q650577